# Oklou
Marylou Mayniel (23 de abril de 1993), mais conhecida por seu nome artístico Oklou (ˈəʊˈkeɪ luː), é uma musicista, cantora, produtora musical, DJ, compositora e atriz francesa.

## Biografia
Marylou Maniel nasceu em 23 de abril de 1993, em Poitiers, França. Mayniel cresceu no interior do oeste da França com seus dois pais e um irmão mais velho.

## Carreira

### 2014-2019: Início
Mayniel lançou seu EP de estreia, Avril, em junho de 2014, sob o apelido de Loumar.
Ela se mudou para Paris em 2015, e lançou seu primeiro EP Oklou, First Tape, juntamente com uma tiragem limitada de cassetes. Depois de se conhecerem no final de 2015, Mayniel cofundou o coletivo feminino de DJs TGAF (These Girls Are on Fiyah), ao lado de DJ Ouai, Miley Serious e Carin Kelly. Elas tocavam em programas de rádio semanais na estação francesa PIIAF e shows ao vivo em Paris. O grupo ganhou seguidores notáveis em seus anos de formação, aparecendo em muitas mídias de publicação online. O TGAF foi dissolvido em julho de 2018.
Ao longo de 2019, Mayniel tocou em vários festivais, como o Loom Festival e o Pitchfork's Paris Music Festival. Ela também lançou um single, intitulado "Forever", pela TaP Records em outubro. Foi co-produzido com Sega Bodega.

### 2020-presente
Em janeiro de 2020, Mayniel lançou um single colaborativo com o experimentalista francês Flavien Berger, intitulado "Toyota", via Because Music. Atualmente, é o único lançamento em francês de Mayniel. Isso foi seguido por outro single em fevereiro, intitulado "entertnmnt", que foi co-produzido com o produtor britânico Mura Masa, e outro single em abril, intitulado "SGSY" (que significa She's Gonna Slaughter You). Os singles foram lançados pela TaP Records e True Panther Sounds.
Mayniel anunciou sua mixtape de estreia Galore em julho de 2020, compartilhando três faixas, uma das quais ("unearth me") foi acompanhada por um videoclipe. Outras três faixas da mixtape foram lançadas em agosto de 2020, junto com um videoclipe para a faixa "God's Chariots". A mixtape completa foi lançada em 24 de setembro de 2020, via Because Music, TaP Records e True Panther Sounds. A mídia foi feita principalmente em colaboração com Casey MQ, mas também contou com colaborações com Sega Bodega, Shygirl, A. G. Cook e EASYFUN, e GRADES. Ele também apareceu em listas de fim de ano de 2020 da Gorilla vs. Bear, Rough Trade e Dummy Mag. Além disso, em 2020, Mayniel lançou remixes de "Door" de Caroline Polachek, e " Fever " de Dua Lipa.
Mayniel produziu um remix da faixa "les cours d'eau" do cantor francês Pomme em janeiro de 2021, seguido por um remix do rapper sueco Bladee e da faixa "Rainbow" do produtor Mechatok em março de 2021. Mayniel apareceu no álbum de remixes Apple vs. 7G de A. G. Cook em maio de 2020, fazendo um cover de "Being Harsh" do álbum 7G de Cook em 2020. Ela também lançou remixes de suas faixas "fall" e "galore", de Cook. Mayniel fez uma turnê pelos Estados Unidos abrindo para Caroline Polachek de novembro a dezembro de 2021. Um EP de remix celebrando o aniversário de Galore foi lançado em 13 de outubro, apresentando um mix estendido de "asturias" e dois remixes de Casey MQ e Pomme & Danny L Harle.
Ela apareceu no álbum Palaces de Flume em maio de 2022, na música "Highest Building". Ela abriu seus shows na turnê do álbum pelos Estados Unidos.

## Discografia

### Mixtapes
| Título | Detalhes |
| ------ | --- |
| Galore | - Lançamento: 24 de setembro de 2020 - Label: Because Music, TaP Records, True Panther Sounds - Formatos: LP, CD, cassete, download digital, streaming |

### EPs
| Título                        | Detalhes |
| ----------------------------- | --- |
| Avril (como Loumar)           | - Lançamento: 17 de junho de 2014 - Label: Auto-lançado - Formatos: download digital, streaming                 |
| First Tape                    | - Lançamento: 23 de novembro de 2015 - Label: independente - Formatos: download digital, cassete                |
| For the Beasts (com Casey MQ) | - Lançamento: 6 de dezembro de 2017 - Label: independente - Formatos: download digital, streaming               |
| The Rite of May               | - Lançamento: 16 de março de 2018 - Label: NUXXE - Formatos: download digital, streaming                        |
| galore anniversary            | - Lançamento: 13 de outubro de 2021 - Label: Because Music, TaP Records - Formatos: download digital, streaming |